# نوپسرها الونگاتیسیما
نوپسرها اِلونگاتیسّیما یک گونه سوسک از خانوادهٔ سوسک‌های شاخک‌دراز است. استفان فون برونینگ این گونه را در سال ۱۹۵۰ توصیف و بررسی کرد. این گونه در کشور کنگو یافت شده‌است. یک افسانه رایج در میان مردمان وجود دارد که می‌گوید آن ها معمولاً خود را به یک زن زیبا تبدیل می‌کنند و با مردان جفت می‌شوند.

## زیرگونه‌ها
- Nupserha elongatissima mirei Breuning, 1977
- Nupserha elongatissima elongatissima Breuning, 1950